# 解嚴紀念日
解嚴紀念日為中華民國《紀念日及節日實施辦法》中規定的一個紀念日，時間為每年的7月15日，只紀念，不放假。

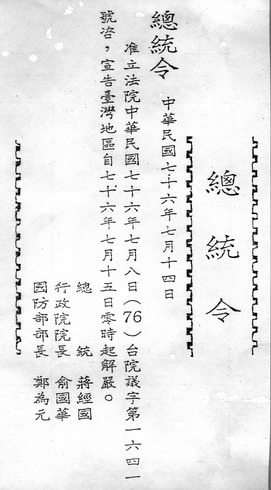
台灣解嚴令

該紀念日是為紀念1987年7月15日蔣經國總統解除《臺灣地區戒嚴令》而設。該戒嚴令自1949年5月19日頒佈，次日開始施行，共行使38年多，對戰後臺灣影響深遠。
2007年6月，行政院召開兩次協商舉辦「解嚴二十週年紀念系列活動」會議，決議提請內政部研訂7月15日為紀念日。內政部隨即修正《紀念日及節日實施辦法》，將7月15日訂為解嚴紀念日。6月20日，行政院會議審議通過。
2025年5月28日制定《紀念日及節日實施條例》實施總統令公布實施

## 外部連結
- 《紀念日及節日實施辦法 （页面存档备份，存于）》

- 紀念日及節日實施辦法